# Paulustor (Fulda)

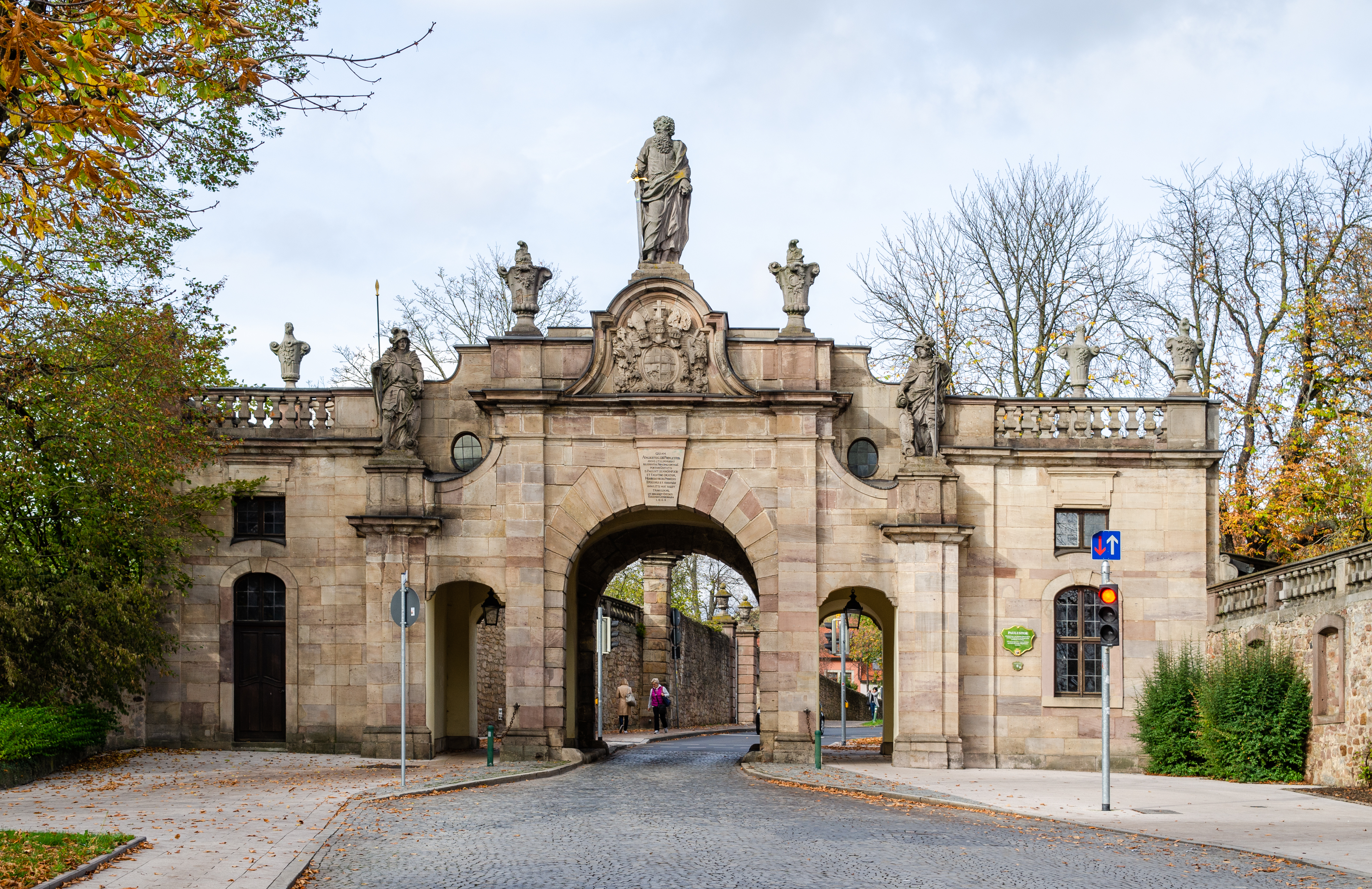
Paulustor, Südseite (2019)

Das Paulustor in Fulda in Osthessen wurde in den Jahren von 1709 bis 1711 nach Plänen von Johann Dientzenhofer errichtet.

## Geschichte
Das Tor, das sich zunächst zwischen Stadtschloss und Hauptwache befand, wurde 1771 durch den Bauinspektor Karl Philipp Arnd auf Wunsch des Fürstbischofs Heinrich von Bibra an seinen jetzigen Standort am Ende der Pauluspromenade versetzt und mit Seitenbauten versehen. Der Historiker Werner Kirchhoff merkte an, dass das Tor früher am anderen Ende bei der Hauptwache in der Trennmauer zwischen Stiftsbezirk und Stadt stand und die Versetzung an die heutige Stelle eine politische Manifestation gewesen sei: „Von Bibra hob damit die Trennung zwischen Klosterbereich und Stadt auf und dokumentierte, dass die bisherigen Untertanen nun Bürger waren“. Seine Existenz war mehrmals gefährdet. Erstmals 1871, als die neue preußische Regierung in Berlin und Kassel gegenüber Fulda sich immer wieder neue "Spitzfindigkeiten" ausdachte. Schließlich kaufte die Stadt mit Oberbürgermeister Franz Rang an der Spitze für 200 Reichstaler das Paulustor vom Fiskus, um den Abbruch zu verhindern.

## Ausgestaltung
Benannt ist das barocke Bauwerk nach dem Apostel Paulus, dessen Statue in der Mitte über dem Portal steht, umrahmt von den beiden Stadtheiligen Simplizius und Faustinus. Auf der rechten Seite befindet sich die Figur des Heiligen Simplizius ausgestattet mit einem Speer, einem Schild und einem Kreuz; auf der linken Seite ist der Heilige Faustinus ebenso mit einem Speer, einem Schild mit einer Lilie und einem halben Reichsadler dargestellt. Beide Sandsteinstatuen sind vermutlich von Andreas Balthasar Weber geschaffen worden und fungierten als Wächterfiguren zum Schutz der Stadt vor Feinden sowie der Verteidigung des Glaubens.